# Rutilo Muñoz Zamora

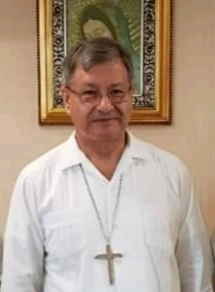
Rutilo Muñoz Zamora

Rutilo Muñoz Zamora (* 4. Juni 1951 in Tulictic) ist Bischof von Coatzacoalcos.

## Leben
Rutilo Muñoz Zamora empfing am 19. März 1977 die Priesterweihe.
Papst Johannes Paul II. ernannte ihn am 24. September 2002 zum Bischof von Coatzacoalcos. Die Bischofsweihe spendete ihm der Bischof von Veracruz, José Guadalupe Padilla Lozano, am 20. November desselben Jahres; Mitkonsekratoren waren Giuseppe Bertello, Apostolischer Nuntius in Mexiko, und Carlos Talavera Ramírez, Altbischof von Coatzacoalcos.